# Ricoh Open 2017 - Qualificazioni singolare maschile
Le qualificazioni del singolare maschile del Ricoh Open 2017 sono state un torneo di tennis preliminare per accedere alla fase finale della manifestazione. I vincitori dell'ultimo turno sono entrati di diritto nel tabellone principale. In caso di ritiro di uno o più giocatori aventi diritto a questi sono subentrati i lucky loser, ossia i giocatori che hanno perso nell'ultimo turno ma che avevano una classifica più alta rispetto agli altri partecipanti che avevano comunque perso nel turno finale.

## Teste di serie
1. Daniil Medvedev (qualificato)
2. Vasek Pospisil (qualificato)
3. Julien Benneteau (ultimo turno, Lucky loser)
4. Jason Jung (ultimo turno, Lucky loser)

1. Jahor Herasimaŭ (primo turno)
2. Benjamin Becker (primo turno)
3. Tatsuma Itō (qualificato)
4. Dennis Novikov (qualificato)

## Qualificati
1. Daniil Medvedev
2. Vasek Pospisil

1. Tatsuma Itō
2. Dennis Novikov

### Lucky loser
1. Julien Benneteau

1. Jason Jung

## Tabellone

### Legenda
| - Q = Qualificato - WC = Wild card - LL = Lucky loser | - ALT = Alternate - SE = Special Exempt - PR = Protected Ranking | - w/o = Walkover - r = Ritirato - d = Squalificato |

### Sezione 1
|  | Primo turno | Primo turno     | Primo turno     | Primo turno | Primo turno |  |  | Ultimo turno | Ultimo turno    | Ultimo turno | Ultimo turno | Ultimo turno |  |
|  |             |                 |                 |             |             |  |  |              |                 |              |              |              |  |
|  | 1           | Daniil Medvedev | Daniil Medvedev | 6           | 6           |  |  |              |                 |              |              |              |  |
|  | Alt         | Rajeev Ram      | Rajeev Ram      | 4           | 2           |  |  | 1            | Daniil Medvedev | 5            | 6            | 6            |  |
|  |             | Tim Smyczek     | 6               | 4           | 6           |  |  |              | Tim Smyczek     | 7            | 4            | 4            |  |
|  | 5           | Jahor Herasimaŭ | 3               | 6           | 4           |  |  |              |                 |              |              |              |  |

### Sezione 2
|  | Primo turno | Primo turno        | Primo turno | Primo turno | Primo turno |  |  | Ultimo turno | Ultimo turno       | Ultimo turno       | Ultimo turno | Ultimo turno |  |
|  |             |                    |             |             |             |  |  |              |                    |                    |              |              |  |
|  | 2           | Vasek Pospisil     | 69          | 6           | 6           |  |  |              |                    |                    |              |              |  |
|  | WC          | Matwé Middelkoop   | 7           | 1           | 3           |  |  | 2            | Vasek Pospisil     | Vasek Pospisil     | 6            | 7            |  |
|  |             | Stefanos Tsitsipas | 65          | 6           | 7           |  |  |              | Stefanos Tsitsipas | Stefanos Tsitsipas | 1            | 67           |  |
|  | 6           | Benjamin Becker    | 7           | 3           | 5           |  |  |              |                    |                    |              |              |  |

### Sezione 3
|  | Primo turno | Primo turno      | Primo turno      | Primo turno | Primo turno |  |  | Ultimo turno | Ultimo turno     | Ultimo turno     | Ultimo turno | Ultimo turno |  |
|  |             |                  |                  |             |             |  |  |              |                  |                  |              |              |  |
|  | 3           | Julien Benneteau | Julien Benneteau | 6           | 6           |  |  |              |                  |                  |              |              |  |
|  |             | Aldin Šetkić     | Aldin Šetkić     | 4           | 4           |  |  | 3            | Julien Benneteau | Julien Benneteau | 4            | 4            |  |
|  |             | Kwon Soon-woo    | 64               | 7           | 2           |  |  | 7            | Tatsuma Itō      | Tatsuma Itō      | 6            | 6            |  |
|  | 7           | Tatsuma Itō      | 7                | 5           | 6           |  |  |              |                  |                  |              |              |  |

### Sezione 4
|  | Primo turno | Primo turno      | Primo turno      | Primo turno | Primo turno |  |  | Ultimo turno | Ultimo turno   | Ultimo turno   | Ultimo turno | Ultimo turno |  |
|  |             |                  |                  |             |             |  |  |              |                |                |              |              |  |
|  | 4           | Jason Jung       | Jason Jung       | 6           | 6           |  |  |              |                |                |              |              |  |
|  |             | Mitchell Krueger | Mitchell Krueger | 1           | 4           |  |  | 4            | Jason Jung     | Jason Jung     | 6            | 2            |  |
|  |             | Il'ja Ivaška     | Il'ja Ivaška     | 5           | 63          |  |  | 8            | Dennis Novikov | Dennis Novikov | 7            | 6            |  |
|  | 8           | Dennis Novikov   | Dennis Novikov   | 7           | 7           |  |  |              |                |                |              |              |  |